# Volla
Volla ist eine italienische Gemeinde mit 25.664 Einwohnern (Stand 31. Dezember 2023) in der Metropolitanstadt Neapel, Region Kampanien.
Die Nachbarorte von Volla sind Casalnuovo di Napoli, Casoria, Cercola, Neapel und Pollena Trocchia.

## Bevölkerungsentwicklung
Volla zählt 6422 Privathaushalte. Zwischen 1991 und 2001 stieg die Einwohnerzahl von 19.250 auf 21.574. Dies entspricht einem prozentualen Zuwachs von 12,1 %.